# Coleophora cygnipennella
Coleophora cygnipennella é uma espécie de mariposa do gênero Coleophora pertencente à família Coleophoridae.